# Paul Huhn
Paul Huhn (* 23. Oktober 1906 in Seeburg (Ostpreußen); † 26. Februar 1945 in Tolkemit) war ein deutscher römisch-katholischer Geistlicher und Märtyrer.

## Leben
Paul Huhn wuchs in der Großstadt-Diaspora Königsberg auf. Er wurde am 5. März 1933 in Frauenburg zum Priester geweiht. Die Stationen seines Wirkens waren: Deutsch Eylau, ab 1935 Elbing (Kathedrale), dann Pfarrer in Gumbinnen (unter Propst Arthur Kather) und ab 1941 Propst in Tilsit (als Nachfolger von Leo Olschewski). Im November 1944 wich er vor der heranrückenden Roten Armee in die Pfarrei Tolkemit am Frischen Haff aus, von wo er am 9. Februar 1945 von Rotarmisten nach Preußisch Holland verschleppt, dann aber freigelassen wurde. Auf dem Rückweg nach Tolkemit wurde er in Rückenau bei Neukirchhöhe trotz seines Passierscheins von Rotarmisten erschossen.

## Gedenken
Die Römisch-katholische Kirche in Deutschland hat Paul Huhn als Märtyrer aus der Zeit des Nationalsozialismus in das deutsche Martyrologium des 20. Jahrhunderts aufgenommen.